# Семенные растения
Семенны́е расте́ния, или сперматофи́ты (лат. Spermatóphyta), — высшие растения, образующие семена — тела сложного строения, внутри которых находится многоклеточный зародыш. Играют важнейшую роль в создании растительного покрова Земли, а также в сельскохозяйственной деятельности человека.

## История термина
Выделение семенных растений в отдельную группу относится к началу XX века, когда на смену (данным Карлом Линнеем) делению растений на тайнобрачные, или криптогамы (лат. Cryptogamae), — с «невидимыми» половыми органами — и явнобрачные, или фанерогамы (лат. Phanerogamae), — с заметными репродуктивными структурами — пришла новая система, согласно которой растения делились на четыре группы:
- Низшие растения, или талломные, или слоевцовые (Thallophyta);
- Моховидные (Bryophyta);
- Папоротниковидные (Pteridophyta);
- Семенные растения (Spermatophyta).

Семенные растения считались ботаническим таксоном в ранге надотдела и включали два отдела:
- Голосеменные (Gymnospermae);
- Покрытосеменные (Angiospermae).

## Современное использование термина
В современных системах классификации растений выражение Семенные растения не является названием ботанического таксона. Вместе с тем оно используется в качестве неформального собирательного термина, объединяющего пять современных и один вымерший отделы растений:
- † Семенные папоротники, или Птеридоспермы (Pteridospermatophyta);
- Гинкговидные (Ginkgophyta);
- Гнетовидные (Gnetophyta);
- Саговниковидные (Cycadophyta);
- Хвойные, или Сосновые (Pinophyta);
- Покрытосеменные, или Цветковые (Magnoliophyta).

В 35-м издании учебника ботаника Страсбургера (2002, русский перевод — 2007) все пять групп современных семенных растений рассматриваются как имеющие одинаковые таксономические ранги — классы.
Нет единого мнения относительно родственных связей между различными группами семенных растений. В течение второй половины XX века большинство учёных считало голосеменные группой, парафилетической по отношению к цветковым растениям, однако современные работы, связанные с анализом последовательностей ДНК, показали, что современные голосеменные всё же являются монофилетической группой. Некоторые ботаники, например, А. Б. Шипунов, предлагают считать семенные растения отделом, а перечисленные выше шесть таксонов — классами.